# Nikolaj Tarakanov
Nikolaj Dimitrivič Tarakanov, ruski častnik, * 19. maj 1934 Gremjače, osrednja Črnomeljska oblast, Sovjetska zveza. 
Tarakanov je nekdanji član predsedstva Ruske akademije naravoslovja, ustanovitelj in predsednik Koordinacijskega sveta predsedniškega kluba Trust, Centra za socialno zaščito invalidov, član Zveze ruskih pisateljev in nagrajenec Mednarodne literarne nagrade MA Šolokov. 
Nikolaj je vodil operacijo odstranjevanja radioaktivnih ostankov z nevarnih območij jedrske elektrarne Černobil in obnovitvenega dela po potresu v Spitaku. Zaradi posledic izpostavljenosti sevanju v Černobilu je postal invalid.

## Biografija
Tarakanov se je rodil leta 1934 na Donu v vasi Gremjači v veliki kmečki družini. Leta 1953 je končal srednjo šolo v Gremjačensku, nato pa še Harkovsko vojaško tehnično šolo. Služil je v šoli, kasneje pa v polku Rdečega prapora civilne obrambne enote kot poveljnik električnega voda. 
Leta 1963 je na Harkovskem avtomobilsko-avtocestnem inštitutu opravil diplomo iz strojništva. V Saratovu je služil kot polkovni inženir. Leta 1967 je postal učitelj na moskovski vojaški šoli civilne obrambe. Leta 1972 je opravil diplomo na zgradbi Vojaške inženirske akademije Kuibyshev v Moskvi. Bil je višji strokovnjak v Vojaško-tehničnem odboru sil civilne obrambe ZSSR, nato v Vseslovanskem znanstvenoraziskovalnem inštitutu za civilno obrambo (vključno kot prvi namestnik vodja inštituta) kot namestnik načelnika štaba civilne obrambe RSFSR.

Leta 1986 je Tarakanov vodil operacijo odstranjevanja visoko radioaktivnih elementov z zelo nevarnih območij jedrske elektrarne v Černobilu od junija 1986 do novembra istega leta. V letih po nesreči je zapisal in izjavil:
Zame in za moje vojake bo černobilska nesreča do moje smrti eden najtragičnejših dogodkov v moji 37-letni službi. Tja sem prišel junija 1986, ko je bila po največji katastrofi na našem planetu še vedno popolna zmeda. N. D. Tarakanov
Leta 1988 je vodil reševalna dela po potresu v Spitaku. 
Junija 2019 je Tarakanov v intervjuju za televizijski kanal Dozhd, ki je razpravljal o serijski oddaji HBO Černobil, dejal, da je izgubil prihranek, ki ga je prihranil za zdravljenje.
Po njegovih besedah v intervjuju z novinarjem Aleksejem Pivovarovom je bil za vodenje operacije v černobilski nesreči predstavljen z naslovom Junak Sovjetske zveze. Potem pa je bil, kot pravi Tarakanov, konflikt z načelnikom štaba kijevskega vojaškega okrožja, generalom Fedorovim, odstranjen s seznama. 

### Družina
- Oče – Dimitrij Tihonovič Tarakanov, veteran ruske državljanske vojne, zimske vojne in druge svetovne vojne
- Mati – Natalija Vasilievna
- Žena – Zoja Ivanovna, zdravnica
- Hči – Elena, zdravnica, poročena z zdravnikom Igorjem Filonenkom

## V popularni kulturi
V televizijski seriji HBO Černobil iz leta 2019 je Tarakanova upodobil angleški igralec Ralph Ineson. Tarakanov je serijo pohvalil in jo označil za briljantno delo, prav tako pa je pohvalil upodobitev britanskega igralca, ki ga je igral v seriji. Izjavil je:
Gledal sem miniserijo. Igralec Ralph je igral, vam rečem, briljantno. Ne vsega, ne od začetka do konca, ampak najpomembnejši trenutki vodenja akcije generala v Černobilu, odstranjevanja jedrskega goriva, grafita itd. To se je zelo briljantno izkazalo.
Kljub pohvalam za serijo Tarakanov ugotavlja, da vojakov nikoli niso pošiljali v stanovanjska območja, da bi pobili živali, kot je prikazano v miniseriji. »Streljanje je sicer potekalo, vendar je bilo v gozdovih, kjer so še vedno pohajale divje živali, vključno z jeleni, pa tudi govedo, ki je po evakuaciji odtavalo. Toda pokazati tega mladega fanta, ki je bil pred kratkim pripravljen, da je bila vsa ta oprema takoj dodeljena [je absurdno].«